# Еколошка перспектива

Еколошка перспектива је оријентација у социјалном раду и другим професијама која наглашава потребу разумевања људи и њиховог окружења као и природу њихових трансакција. Важни концепти укључују адаптацију, трансформацију и слагање између људи и околине, реципроцитет и узајамност. У професионалној интервенцији посматрају се односи између појединца, групе, породице, заједнице и релевантног окружења.